# کله دیگه
کله دیگه یک روستا در ایران است که در دهستان ارشق غربی واقع شده‌است. کله دیگه ۳۴ نفر جمعیت دارد.